# Neville Bulwer-Lytton
Neville Stephen Bulwer-Lytton OBE (Calcuta, Índia, 6 de febrer de 1879 – París, 9 de febrer de 1951), 3r comte de Lytton, va ser un esportista, oficial de l'exèrcit i artista britànic.
Fill de Robert Bulwer-Lytton i Edith Villiers, era net dels novel·listes Edward Bulwer-Lytton i Rosina Doyle Wheeler. Neville Lytton va néixer a l'Índia, mentre el seu pare va servir com a governador general.
Va estudiar a l'Eton College i a l'École des Beaux-Arts de París. El 1908 va prendre part en els Jocs Olímpics de Londres, on guanyà la medalla de bronze en la competició de Jeu de paume, després de perdre en semifinals contra Eustace Miles.
Durant la Primera Guerra Mundial Neville Lytton va servir com a oficial al Front occidental, lluitant al Somme i Amiens. Pels seus serveis el govern francès el condecorà amb la Legió d'Honor amb el grau de Cavaller.
Poc després d'acabar la guerra l'Imperial War Museum britànic i el francès Musée de Guerre van adquirir algunes de les seves obres d'art que reflecteixen les seves experiències en la guerra. Entre aproximadament 1900 i 1940 Lytton exposa les seves obres en algunes de les galeries més importants com l'Alpine Club Gallery, la Beaux Arts Gallery, les Dowdeswell Galleries, la Walker Art Gallery de Liverpool, el New English Art Club, la Royal Society of Portrait Painters i la Royal Academy de Londres. Neville Lytton va estar molt vinculat a la Société Nationale des Beaux-Arts de París, on exposa les seves obres.